# 고체 잉크

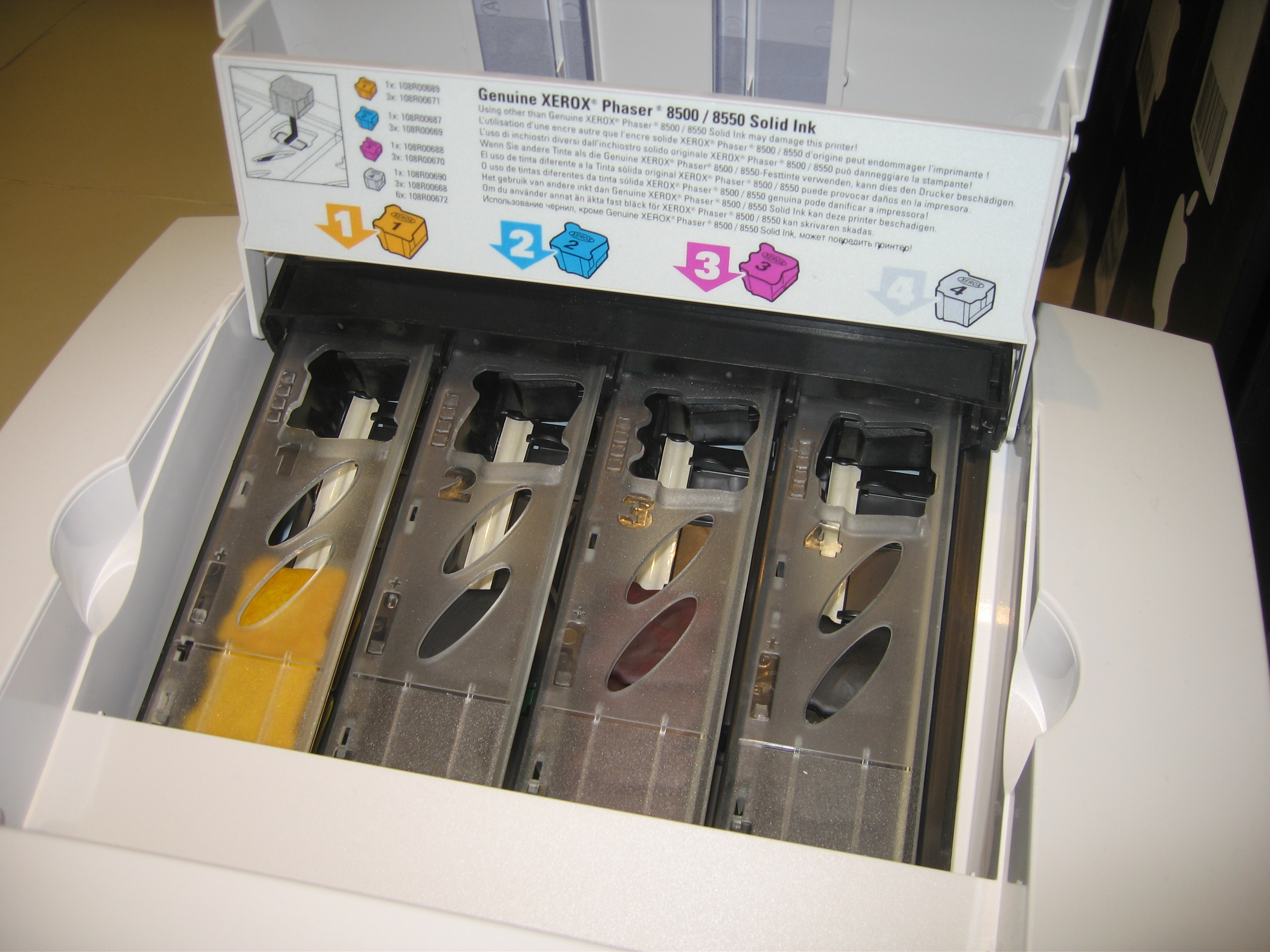
고체 잉크가 들어있는 제록스 페이서 8500 트레이

고체 잉크(固體ink, solid link, hot melt ink)는 프린터, 복합기에 쓰이는 출력 기술중 하나로, 무독성의 막대 모양의 고체 잉크를 액체 잉크나 토너 대신 사용하는 것이 특징이다. 1986년 텍트로닉스에서 개발하였으며, 2000년에 제록스에서 텍트로닉스의 프린터 사업부를 인수하여 지금은 Xerox Phaser라는 이름의 사무용 프린터로 제록스에서 생산된다. 최초의 컬러 고체 잉크 프린터는 데이터프로덕트사에서 출시되었다.
출력 품질이 매우 뛰어나 삽화, 사진같은 고품질 이미지 출력에 주로 쓰이지만, 출력물의 내구성이 좋지 않고, 출력 도중 악취가 발생하고, 잉크가 과도하게 소모되는 단점으로 인해 널리 쓰이는 기술은 아니다.

## 개요
초기의 고체잉크는 장기간 보관을 할 경우 종이 뒷면으로 잉크가 베어나오는 현상이 있었고, 프린팅 시 고체잉크 특유의 냄새가 심했으나 최근에는 이런 단점들이 보완되었다. 오늘날 액체잉크, 고체잉크, 토너 등 다양한 방식의 품질 좋은 프린터가 출시되고 있지만 고체잉크젯 프린터는 다른 방식의 프린터 엔진에 비해 구조적으로 간단하고 견고하여 대량의 출력물을 요구하는 분야에서 많이 사용되고 있다. 일례로 비교적 많은 출력물을 요하는 국내 대부분의 보험회사에서 사용의 편의성과 저렴한 출력비용, 탁월한 내구성 등으로 이 고체잉크젯 프린터를 선호하고 있다. 고체잉크젯 프린터 및 고체잉크에 관한 특허를 제록스가 독점하고 있어서 액체나 토너방식의 프린터와 같은 폭넓은 시장을 형성하지 못하는 점은 단점이라 할 수 있다. 제록스를 제외하고 전 세계에서 유일하게 1999년부터 고체잉크를 순수 자체 기술로 개발하여 생산해 오던 국내 제조회사인 (주)화립[구 MSNG]은 2016년 2월 고체잉크 제조에 관한 특허 및 생산설비 등 모든 자산을 제록스에 매각하였다.

## 같이 보기
- 잉크 카트리지